# Lenggong
Lenggong es una ciudad en Perak, Malasia. Se encuentra a unos 75 km al norte de Ipoh. 

## Patrimonio de la Humanidad
La UNESCO inscribió el Patrimonio Arqueológico del Valle de Lenggong como Patrimonio de la Humanidad porque "incluye cuatro sitios arqueológicos con elementos de unos 2 millones de años de antigüedad, uno de los sitios que indica la presencia humana más antigua del mundo y la más antigua fuera de África".